# John Albion Andrew
John Albion Andrew (Windham, Maine, 31 de maio de 1818 — Boston, 30 de outubro de 1867) foi um político americano. Foi o 25º governador de Massachusetts entre 1861 e 1866, durante a Guerra Civil Americana. Foi a força condutora por trás da criação de alguns das primeiras unidades de negros do Exército dos Estados Unidos, incluindo o famoso 54º Regimento de Infantaria de Voluntários de Massachusetts.

## Juventude e carreira
John A. Andrew nasceu em Windham, Maine. Seu pai, Jonathan Andrew era descendente dos primeiros colonos de Boxford, Massachusetts e um pequeno, porém, próspero comerciante de Windham. Sua mãe, Nancy Green Pierce, foi professora na Academia Fryeburg. John Albion era o filho mais velho. Sua mãe morreu em 1832.
Andrew entrou para o Bowdoin College, em 1833. Embora fosse estudioso e popular entre os outros alunos, não era brilhante academicamente e se formou sendo um dos últimos colocados de sua classe. Após sua graduação em 1837, mudou-se para Boston para estudar Direito. Foi aluno de Henry H. Fuller, de quem se tornou amigo íntimo.

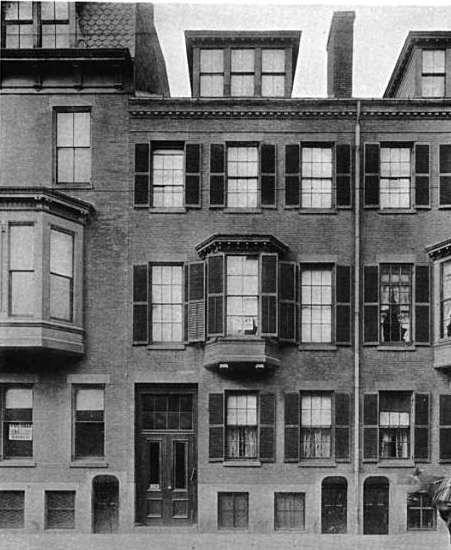
Andrew morou na rua Charles, nº 110, Boston, 1855-1867

Andrew se casou com Eliza Jane Hersey de Hingham, Massachusetts na noite de Natal de 1848. Tiveram quatro filhos: John Forrester, nascido em 26 de novembro de 1850; Elizabeth Loring, nascida em 29 de julho de 1852; Edith, nascida em 5 de abril de 1854; Henry Hersey, nascido em 28 de abril de 1858.
Após o seu ingresso na Ordem dos Advogados, Andrew se filiou ao partido Whig e começou a apoiar o movimento abolicionista. Em 1848, ajudou a organizar o Partido do Solo Livre, que se opôs à expansão da escravidão. Após o fracasso do partido do Solo Livre, Andrew se filiou ao partido Republicano em meados da década de 1850.
Foi eleito representante no Tribunal Geral em 1857. Após o ataque em 1859 de John Brown a Harpers Ferry, Virgínia Ocidental, André participou da organização de assistência jurídica para Brown, gerando reações favoráveis entre as pessoas de Massachusetts. Em 1860, foi eleito governador de Massachusetts por uma enorme margem de votos.

## Governador de Massachusetts

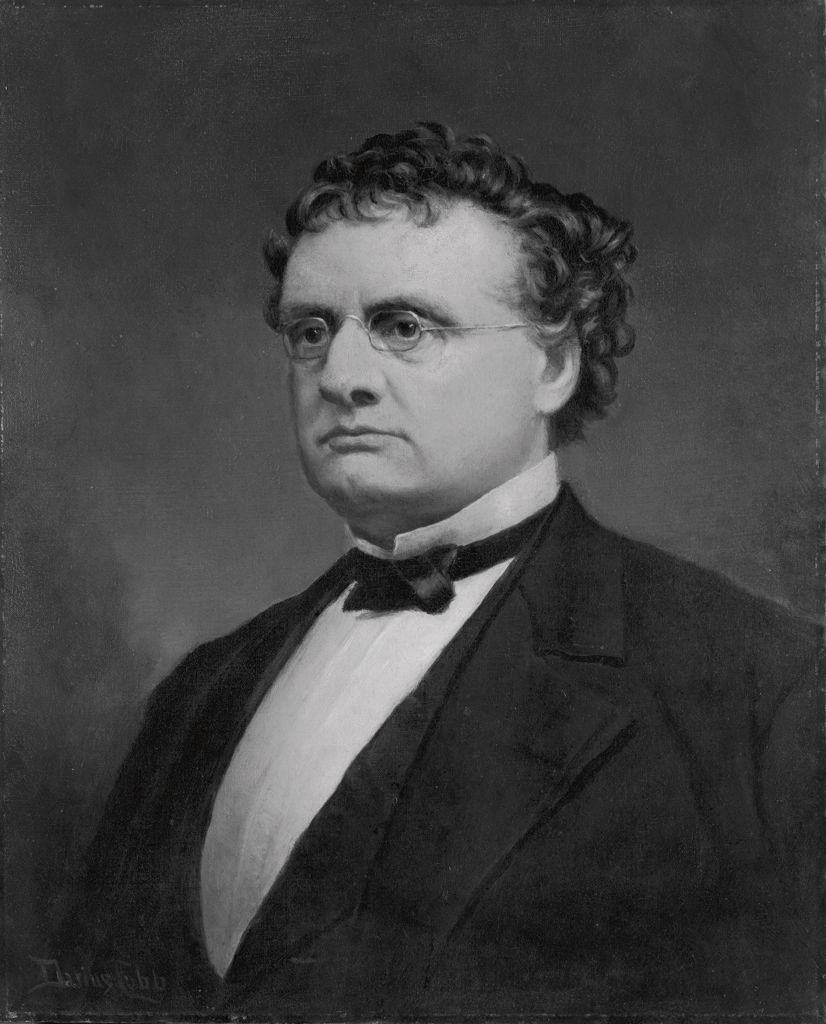
John Albion Andrew por Darius Cobb, 1894-1895

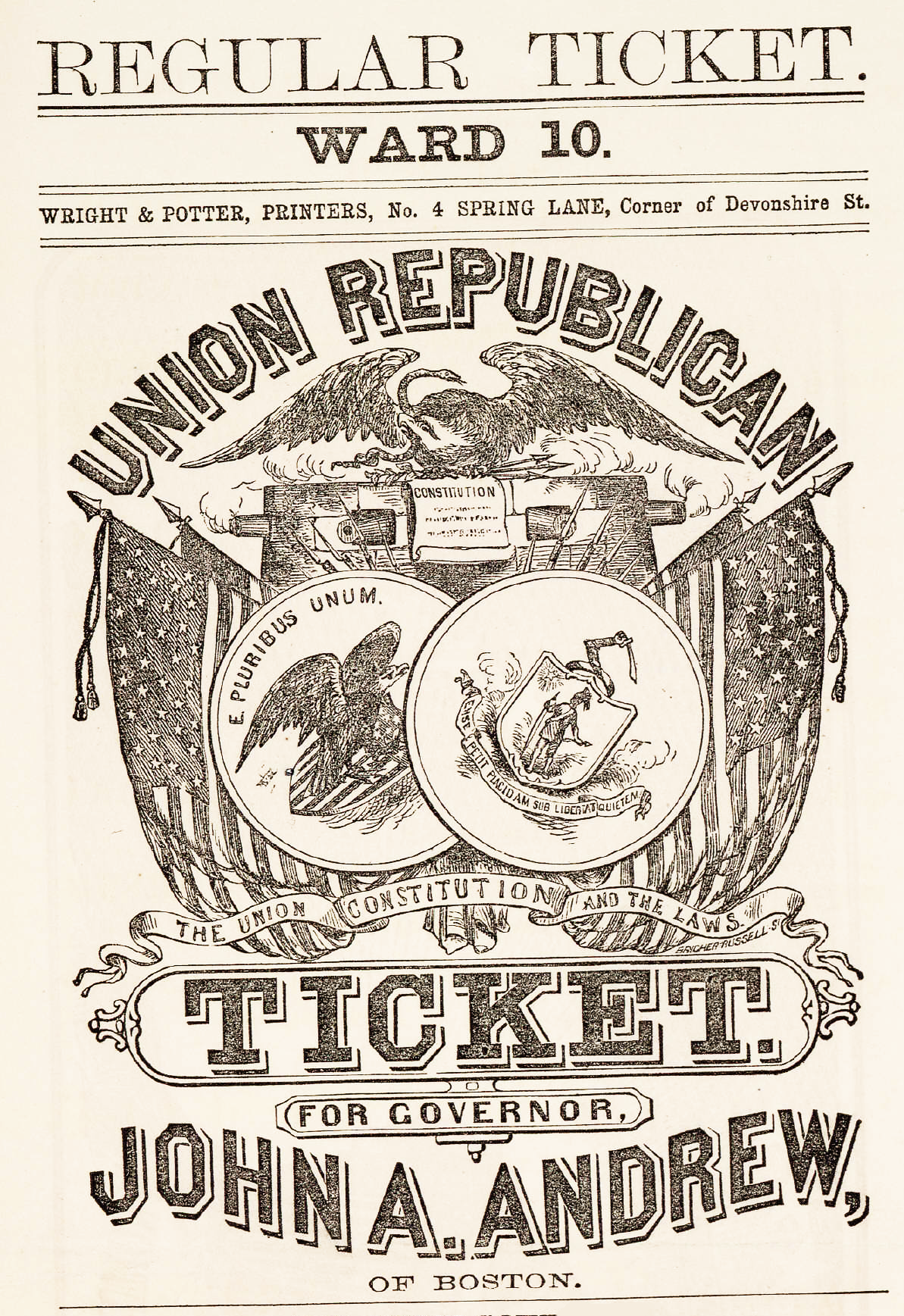
A parte superior de um cartaz eleitoral histórico descrevendo Andrew

Quando Andrew tomou posse em 2 de janeiro de 1861, às vésperas da Guerra Civil, o jornal Albany Argus o chamou de "um advogado de baixa estatura e um fanatismo brutal", que "propõe a manutenção dos condenados estatutos de [Massachusetts] de [liberdade individual], e forçar o Sul pelas armas, uma fidelidade à Constituição, assim, violada." Andrew começou imediatamente a formar a milícia de Massachusetts. Pediu também aos governadores do Maine e New Hampshire para se prepararem para a guerra. Uma de suas primeiras ações foi a aceitar recrutas de outros estados para servirem em regimentos de Massachusetts, incluindo 500 homens da Califórnia, que ele encorajou a se juntarem ao 2º Regimento de Cavalaria de Voluntários de Massachusetts em 1862 e início de 1863.
Os fortes sentimentos de Andrew sobre emancipação são claramente expressos na seguinte citação de um discurso de 1862:
| “ | Eu não conheço o registro de pecados que me espera no outro mundo, mas isto eu sei, que eu nunca fui bastante vil para desprezar qualquer homem porque ele era negro. | ” |

Andrew foi receptivo à ideia de utilização de homens negros como soldados uniformizados no Exército da União. Em abril de 1862 começou a trabalhar estreitamente com o governo Federal e com Frederick Douglass. Escreveu cartas a diversos estados e a Lincoln na tentativa de obter apoio. Autorizou a formação de dois regimentos de infantaria negra, o 54º e o 55º de Massachusetts, formado por negros do estado, bem como de Ohio, Nova Iorque, Pensilvânia, e outros estados. Pouco depois da Batalha de Antietam, Andrew se tornou um dos executivos estaduais mais importantes na Leal Conferência dos Governadores da Guerra em Altoona, Pensilvânia, que em última análise apoiou a Proclamação de Emancipação de Lincoln e o esforço de guerra.
Em 1864, Andrew escreveu uma carta a seu amigo íntimo e primo distante presidente Abraham Lincoln descrevendo uma mulher chamada Lydia Bixby, que perdeu cinco filhos na batalha e pedindo para que Lincoln expressasse suas condolências. Lincoln, então, enviou a famosa Carta Bixby, para aquela senhora que sentia antipatia por ele, e que também era uma simpatizante dos confederados.
Andrew deixou o cargo de governador em 1866 e retomou novamente à prática do Direito, embora pretendesse permanecer ativo na política. Depois de se associar aos republicanos radicais durante a guerra, Andrew tomou um tom mais conciliatório na Reconstrução dos Estados Unidos, e não apoiou algumas das medidas mais extremas dos republicanos radicais.
Morreu em 1867 de apoplexia depois de tomar chá em sua casa em Boston. Está enterrado no cemitério (Old Ship) de Hingham, Massachusetts.